# Taptoe (tijdschrift)
Taptoe was een Nederlands tijdschrift voor kinderen van 8 tot 11 jaar dat verscheen van 1953 tot 2016. Het werd in eerste instantie uitgegeven door De Spaarnestad, vanaf 1966 door Malmberg en de laatste paar jaar door Blink Uitgevers. Het blad was de opvolger van Roomse jeugd, dat vanaf 1946 was verschenen en zelf een voortzetting was van Het weekblaadje voor de roomsche jeugd, dat verscheen van 1916 tot 1941.

## Geschiedenis
Van oorsprong was Taptoe een katholiek blad, gericht op de catechisatie. Het eerste nummer, destijds uitgegeven door Spaarnestad, verscheen aan het begin van het schooljaar 1953-1954, tegelijk met de eerste uitgave door Spaarnestad van Okki, en wel op 1 oktober 1953.
Daarna volgden wekelijks een tijdschrift in kleur en zwart-wit en gedrukt op glad papier. Omdat de nummering van de jaargangen werd doorgeteld op basis van de twee voorgaande bladen waar  Taptoe een voortzetting van was, kreeg de eerste jaargang nummer 35.
In de eerste jaren had het tijdschrift nog een erg stichtelijk karakter, dat later gaandeweg helemaal zou verdwijnen. Onder de redactieleden was ook een bisschoppelijk censor. In 1958 ging het katholieke jeugdtijdschrift De Engelbewaarder op in de Taptoe.
In de jaren 60 was Taptoe een katholiek jeugdtijdschrift voor de Benelux. De uitgifte liep parallel met het schooljaar en veel abonnementen werden via de lagere school gedistribueerd. Onder meer de striptekenaars Jan Steeman, Jan Kruis, Piet Jansen en Fred Julsing werkten mee. In deze periode verschenen er ook veel vertaalde buitenlandse strips in het tijdschrift, zoals de Amerikaanse strip Yogi Beer, Oscar en Isidoor (van Frédéric-Antonin Breysse) en Mikkie de Mot (van Dick Millington). Andere vaste (gag-)strips in die tijd waren Rik, Clio en Pluk en de achterkantstrip Julius Hofnar.
Na de overname van het blad door Malmberg in 1966 verdween het katholieke karakter van Taptoe vrijwel geheel. In oktober 1983 overwoog Malmberg om met de uitgifte van Taptoe te stoppen vanwege het teruglopende lezersaantal. Uiteindelijk veranderde Taptoe van een wekelijks in een tweewekelijks verschijnend blad.
Vaste strips in de Taptoe waren in de jaren 80 en 90 onder andere Cor Daad (van Hanco Kolk) en Oktoknopie (van Gerard Leever), een strip die jarenlang op de achterkant verscheen. De laatste herziening stamt uit 2009. Het tijdschrift werd toen ingrijpend herzien en conceptueel gebaseerd op een adventuregame. Website en tijdschrift waren sindsdien onlosmakelijk met elkaar verbonden, en daagden kinderen volgens de makers op een slimme manier uit om zichzelf, hun kennis en hun talenten te ontwikkelen. Na verschijning werd het concept bekroond met de Mercurprijs 'Crossmediaal Concept van het Jaar' 2009.

## Opheffing
Op 4 augustus 2016 verscheen het laatste nummer van Taptoe, waarmee er na 63 jaar een einde aan het blad kwam. Per 1 september kregen de bestaande abonnees automatisch het nieuwe blad Wild van Freek, geënt op de populariteit van bioloog en televisiepresentator Freek Vonk.